# Zodarion morosum
Zodarion morosum là một loài nhện trong họ Zodariidae.
Loài này thuộc chi Zodarion. Zodarion morosum được J. Denis miêu tả năm 1935.